# Campionato europeo femminile under 18 di pallavolo 1995
Il campionato europeo pre-juniores di pallavolo femminile 1995 si è svolto dall'11 al 16 aprile 1995 a Barcellona, in Spagna. Al torneo hanno partecipato 8 squadre nazionali europee e la vittoria finale è andata per la prima volta all'Italia.

## Qualificazioni
Hanno partecipato al campionato europeo pre-juniores la nazionale del paese ospitante, sei squadre provenienti dai gironi di qualificazioni e la nazionale russa.

## Gironi
Dopo la prima fase a gironi, le prime due classificate hanno acceduto alle semifinali per il primo posto, mentre le ultime due classificate hanno acceduto alle semifinali per il quinto posto.
| Girone A                           | Girone B                       |
| ---------------------------------- | ------------------------------ |
| Lettonia Slovacchia Spagna Ucraina | Bulgaria Italia Polonia Russia |

## Fase finale

### Finali 1º - 3º posto
|  | Semifinali | Semifinali | Semifinali |        |        | 1º/2º posto | 1º/2º posto | 1º/2º posto |  |
|  |            |            |            |        |        |             |             |             |  |
|  | Slovacchia | Slovacchia | 0          |        |        |             |             |             |  |
|  | Slovacchia | Slovacchia | 0          |        |        |             |             |             |  |
|  | Russia     | Russia     | 3          |        |        |             |             |             |  |
|  | Russia     | Russia     | 3          |        | Russia | Russia      | 0           |             |  |
|  |            |            |            |        | Russia | Russia      | 0           |             |  |
|  |            |            | Italia     | Italia | 3      |             |             |             |  |
|  | Ucraina    | Ucraina    | Italia     | Italia | 3      | 0           |             |             |  |
|  | Ucraina    | Ucraina    |            |        |        | 0           |             |             |  |
|  | Italia     | Italia     | 3          |        |        | 3º/4º posto | 3º/4º posto | 3º/4º posto |  |
|  | Italia     | Italia     | 3          |        |        |             |             |             |  |
|  |            |            |            |        |        |             |             |             |  |
|  |            |            |            |        |        | Slovacchia  | Slovacchia  | 3           |  |
|  |            |            |            |        |        | Slovacchia  | Slovacchia  | 3           |  |
|  |            |            |            |        |        | Ucraina     | Ucraina     | 2           |  |

### Finali 5º - 7º posto
|  | Semifinali | Semifinali | Semifinali |         |          | 5º/6º posto | 5º/6º posto | 5º/6º posto |  |
|  |            |            |            |         |          |             |             |             |  |
|  | Lettonia   | Lettonia   | 3          |         |          |             |             |             |  |
|  | Lettonia   | Lettonia   | 3          |         |          |             |             |             |  |
|  | Bulgaria   | Bulgaria   | 2          |         |          |             |             |             |  |
|  | Bulgaria   | Bulgaria   | 2          |         | Lettonia | Lettonia    | 3           |             |  |
|  |            |            |            |         | Lettonia | Lettonia    | 3           |             |  |
|  |            |            | Polonia    | Polonia | 0        |             |             |             |  |
|  | Spagna     | Spagna     | Polonia    | Polonia | 0        | 1           |             |             |  |
|  | Spagna     | Spagna     |            |         |          | 1           |             |             |  |
|  | Polonia    | Polonia    | 3          |         |          | 7º/8º posto | 7º/8º posto | 7º/8º posto |  |
|  | Polonia    | Polonia    | 3          |         |          |             |             |             |  |
|  |            |            |            |         |          |             |             |             |  |
|  |            |            |            |         |          | Bulgaria    | Bulgaria    | 3           |  |
|  |            |            |            |         |          | Bulgaria    | Bulgaria    | 3           |  |
|  |            |            |            |         |          | Spagna      | Spagna      | 2           |  |

## Classifica finale
| Classifica | Squadre    |
| ---------- | ---------- |
|            | Italia     |
|            | Russia     |
|            | Slovacchia |
| 4          | Ucraina    |
| 5          | Lettonia   |
| 6          | Polonia    |
| 7          | Bulgaria   |
| 8          | Spagna     |